# THSD7A

Estructura tridimensional de la proteína THSD7A, donde se pueden diferenciar sus regiones: extracelular (rosa), transmembrana (verde) e intracelular (naranja), y la secuencia señal (cian).Estructura generada a partir de la secuencia de aminoàcidos obtenida en Uniprot y tratada con el software PyMOL.

La THSD7A ("Thrombospondin type 1 domain containing 7a") es un tipo de proteína extracelular transmembrana caracterizada por poseer muchos dominios TSR. Pertenece a la familia de las trombospondinas (TSP), la cual es un amplio grupo de glicoproteínas. La gran mayoría está ubicada a nivel de la placenta y el cordón umbilical. Además, está relacionada con la organización del citoesqueleto, la migración celular y con la formación de los filopodios.
Esta proteína conformada por una secuencia de 1657 aminoácidos, cuyo peso molecular es de aproximadamente 260 000Da (o 260 kDa), está dividida en tres partes:
1. Zona de anclaje a la membrana (17 kDa).
2. Área funcional (210 kDa).
3. Amino terminal (33 kDa)[3].

## Historia
La THSD7A se descubrió en el año 1994, en el cerebro humano, mediante la secuenciación de clones obtenidos de una biblioteca de ADNc del cerebro. Originalmente, se le nombró como KIAA0960.
Gracias a una RT-PCR, ELISA sabemos que existe una expresión de baja a moderada de esta proteína en todos los tejidos y regiones cerebrales específicas, excepto en el músculo esquelético.
Actualmente, su estructura no ha sido resuelta de forma experimental. Sin embargo, sí ha sido sometida a una serie de evaluaciones que ayudaron a determinar que la THSD7A alberga 21 dominios extracelulares.

## Gen THSD7A (KIAA0960)
El gen THSD7A codifica para la proteína THSD7A, con la que comparte el mismo nombre. Este se localiza a nivel del cromosoma 7 (humano) en el brazo p y región p21.3. Recientemente se le ha bautizado como el "gen de la obesidad", esto se debe a que el producto de este gen participa en la modulación del proceso de angiogénesis, el cual está relacionado con la adipogénesis.
La proteína, a la cual da lugar, consta de 1657 aminoácidos, la secuencia de los cuales corresponde a determinadas regiones que componen a la proteína. Teniendo así que, desde el aminoácido número 48 al 1607 corresponden a la región extracelular de la proteína, desde 1608 al 1628 dan lugar a la región transmembrana y desde el 1628 al 1657 codificarán para la citoplasmática. Los primeros aminoácidos (1 al 47) corresponden a la señal de inicio.

## Estructura

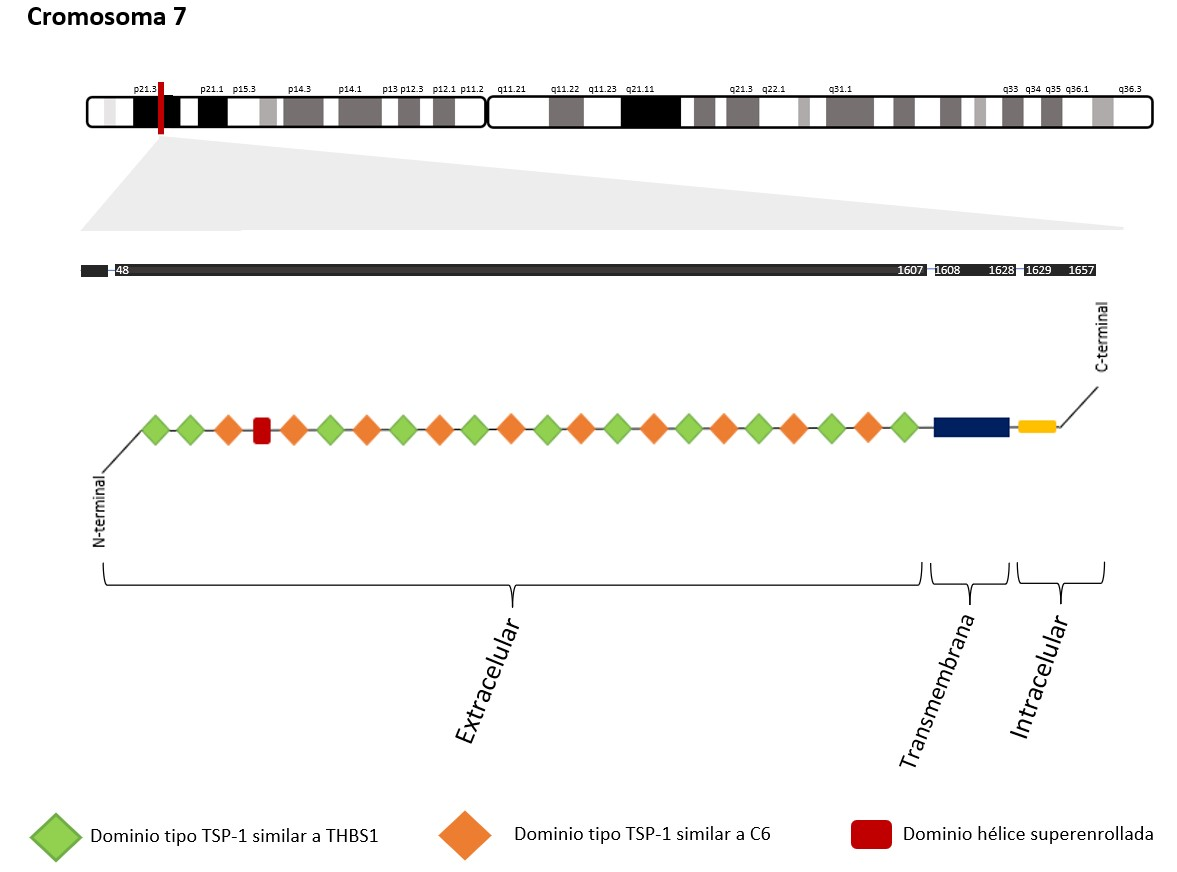
Locus donde se encuentra el gen que codifica para la proteína THSD7A, secuencia de aminoácidos y representación esquemática de la estructura de la proteína.

La THSD7A es una gran glicoproteína transmembrana de tipo 1, la cual contiene 3 regiones: una extracelular que es N-terminal, una transmembrana de un solo paso y una intracelular (C-terminal). Su región extracelular está constituida por 21 dominios tipo TSP-1 de repetición en tándem, la gran parte de los cuales se separan entre ellos gracias a la presencia de enlaces cortos de uno a nueve residuos de aminoácidos. Una repetición en tándem es una secuencia de dos o más bases de DNA que se repiten varias veces en forma de cadena dentro de un cromosoma.
En la región extracelular a nivel estructural sus dominios TSP-1 tienen gran similitud con los dominios TSP-1 de la Trombospondina 1 (THBS1) y con los del componente del complemento 6 (C6) o la espondina-F, estos dos últimos a su vez contienen dos y un dominio TSP-1 respectivamente.
Los dominios 1 y 2 son repeticiones de tipo THBS1. Los 3 y 4 serán de tipo C6 y entre ellos se encontrará un dominio de hélice superenrollada altamente básica. Los dominios restantes (5 al 21), se dispondrán de manera que se alternan entre dominios tipo THBS1 y C6. En seis de las regiones que se encuentran enlazadas por enlaces disulfuro se ubica un residuo de prolina, el cual está normalmente en regiones de la unión de los dominios TSP-1 y se cree que podrían estabilizar el ángulo entre los dominios adyacentes tipo THBS1 y C6 debido a que son poco flexibles.
La región transmembrana está constituida por una única hélice alfa, mientras que la citoplasmática se trata de una estructura en forma de bobina que es más pequeña y tiene cierta homología con la hélice alfa. Además, está última región cuenta con residuos que están cargados positivamente, los cuales están colocados inmediatamente después de la membrana plasmática, esto puede servir para poder anclar esta región a los fosfolípidos de la bicapa lipídica o por la similitud de su secuencia se puede inferir que podría contener un lugar de unión a la calmodulina.

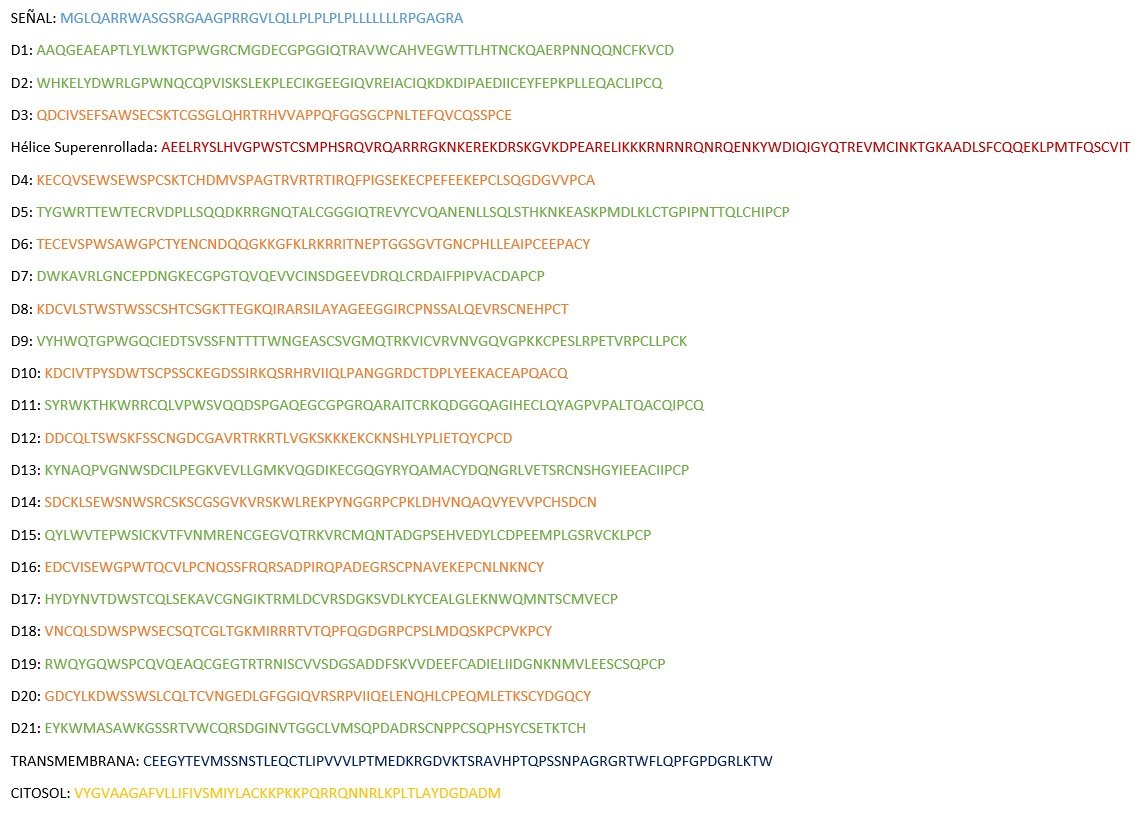
Secuencia de aminoácidos y su correspondencia con las diferentes estructuras de la proteína.

## Modificación postraduccional para el gen THSD7A
Para la modificación del gen se requiere en primer lugar una gran cantidad de N-glicosilación , producido por la presencia del aminoácido asparagina en diversas posiciones en la cadena, como por ejemplo en Asn234, Asn332, Asn450, Asn500, Asn679, Asn717, Asn968, Asn1043, Asn1182, Asn1225, Asn1276, Asn1366, Asn1500 y Asn1547 . Esta modificación provoca el anclaje de la proteína en la membrana plasmática. 
Posteriormente la escisión proteolítica en la región extracelular conduce a una forma soluble de la proteína THSD7A con un peso molecular de 210 kDa. La escisión se ha probado mediante estudios que se puede dar en dos lugares: entre los epítopos CTE e IDS9 y dentro del sitio de reconocimiento del anticuerpo anti-s THSD7A generando la forma soluble funcional. La liberación de THSD7A soluble depende de una proteasa específica que aún es desconocida.
Durante este proceso se origina numerosos puentes de disulfuro debido a la existencia del aminoácido cisteína. Por ejemplo, los que se da entre Cys 435-505, Cys 455-509, entre otros.

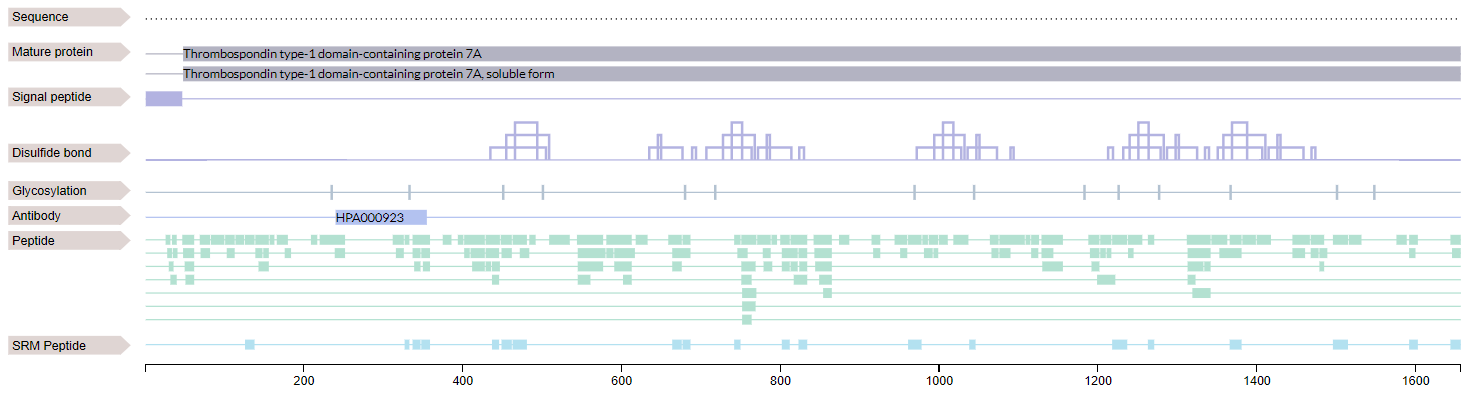

| Tipo                             | Posición en la cadena |
| Péptido señal                    | 1-47 |
| Cadena                           | 48-1657 |
| Glicosilación ( N-glicosilación) | Asn234, Asn332, Asn450, Asn500, Asn679, Asn717, Asn968, Asn1043, Asn1182, Asn1225, Asn1276, Asn1366, Asn1500 y Asn1547 |
| Puente o enlace disulfuro        | 435-505 , 455-509, 466-494 , 635-677 , 646-650 , 689-694 , 707-764 , 728-768 , 739-752, 772-814, 783-787, 824-830, 972-1028, 994-1032 , 1005-1018, 1036-1073, 1047-1051, 1090-1094, 1213-1219, 1232-1279, 1240-1283, 1251-1264, 1287-1325, 1298-1302, 1335-1340, 1351-1407, 1358-1411, 1369-1388, 1415-1459, 1426-1430, 1469-1474 |

## Expresión
La expresión de la proteína codificada por gen THSD7A en la actualidad aún no se ha verificado si se manifiesta en diversos lugares del organismo humano. 
Se cree que la expresión se manifiesta en los tejidos embrionarios y en las células madre como en el tubo neural, en los ojos , las neuronas y los podocitos de los riñones y las células epiteliales.También a nivel sanguíneo y en tejidos como el cerebro y los nervios.   
Algunas fuentes afirman que presenta una especificidad tisular detectada en los podocitos renales a lo largo de la pared capilar glomerular , sin embargo otras consideran que la proteína codificada por el gen se encuentra casi exclusivamente en las células endoteliales de la placenta y el cordón umbilical.

## Función
La actividad de THSD7A se relaciona con diferentes procesos biológicos como lo es su participación en la reorganización del citoesqueleto de actina y su participación en la diferenciación celular. 
Se cree que es una proteína que regula el crecimiento de los vasos sanguíneos. La forma soluble durante la angiogénesis promueve la migración de células endoteliales (EC), interviene en el ensamblaje de adhesión focal e induce la señalización dependiente de FAK  (quinasa de adhesión focal fosforilada). También promueve  la formación  de filopodios, lo cual es coherente con las funciones de proteínas angiogénicas, como VEGF-A y VEGF-C. Lo que indica que THSD7A soluble podría ser un factor neuroangiogénico.
Al tener una gran cantidad de dominios, se cree que uno de estos podría permitirle participar en el proceso de angiogénesis, ya que la TSR-1 se expresan en el sistema nervioso en desarrollo lo que les confiere un papel importante en la orientación de las células neurales y la migración de los conos de crecimiento. 
También contiene seis repeticiones WSXW (triptófano-serina-X-triptófano-serina) extracelulares localizados en los TSR, los cuales se unen y activan el TGF-β latente. Puede interactuar con la fibronectina y así promover la adhesión celular cuando se une a la heparina y al sulfato de heparina. Esta misma repetición WSXW también está relacionada con la promoción de la propagación celular y la fosforilación de FAK.
Por lo que, todo ello podría permitirle a la THSD7A participar en la regulación de la migración de las células endoteliales y por lo tanto en la angiogénesis.

## Enfermedades y estudios
THSD7A está asociada  a varias enfermedades incluyendo la bronquiectasias 3 y la enfermedad de Kimura en donde su intervención es menor, no obstante también se manifiesta en otras. 

### Nefropatía membranosa
La nefropatía membranosa (MN) causa el síndrome nefrótico en adultos . Se ha visto que la THSD7A  actúa como un segundo autoantígeno concentrado en el aspecto basal de los podocitos y los autoanticuerpos contra anti-THSD7A. Se identifican como biomarcadores específicos de la nefropatía membranosa primaria (pMN).
Se ha probado que alrededor de 2.5 - 5% de los pacientes con pMN observados en un estudio presentaban prevalencia de autoanticuerpos contra THSD7A , que se correspondía a 8-14% de los pacientes que fueron seronegativos para anti-PLA2R, el principal autoantígeno de los podocitos que se encuentra en aproximadamente el 70% de los pacientes con pMN.  En el estudio  también se presenció que los pacientes que fueron seropositivos para anticuerpos anti-PLA2R no tenían anticuerpos contra THSD7A, por lo que realizar un análisis de los anticuerpos contra ambos autoantígenos podría ser una muy ventajosa detección de la MN.
Para respaldar la actuación de los anticuerpos anti-THSD7A en el desarrollo de MN. Se realizó otro estudio entre muchas que consiste en evaluar si los anticuerpos anti-THSD7A causan MN en ratones, puesto que la  THSD7A  también se expresaba en podocitos murinos. Se demostró que los anticuerpos anti-THSD7A humanos se unían a THSD7A murino, inducían proteinuria e iniciaban  un patrón histopatológico que es típico de MN. Asimismo los anticuerpos anti-THSD7A indujeron un notorio reordenamiento del citoesqueleto en las células epiteliales glomerulares murinas primarias, y también en 293 células del riñón embrionario humano.

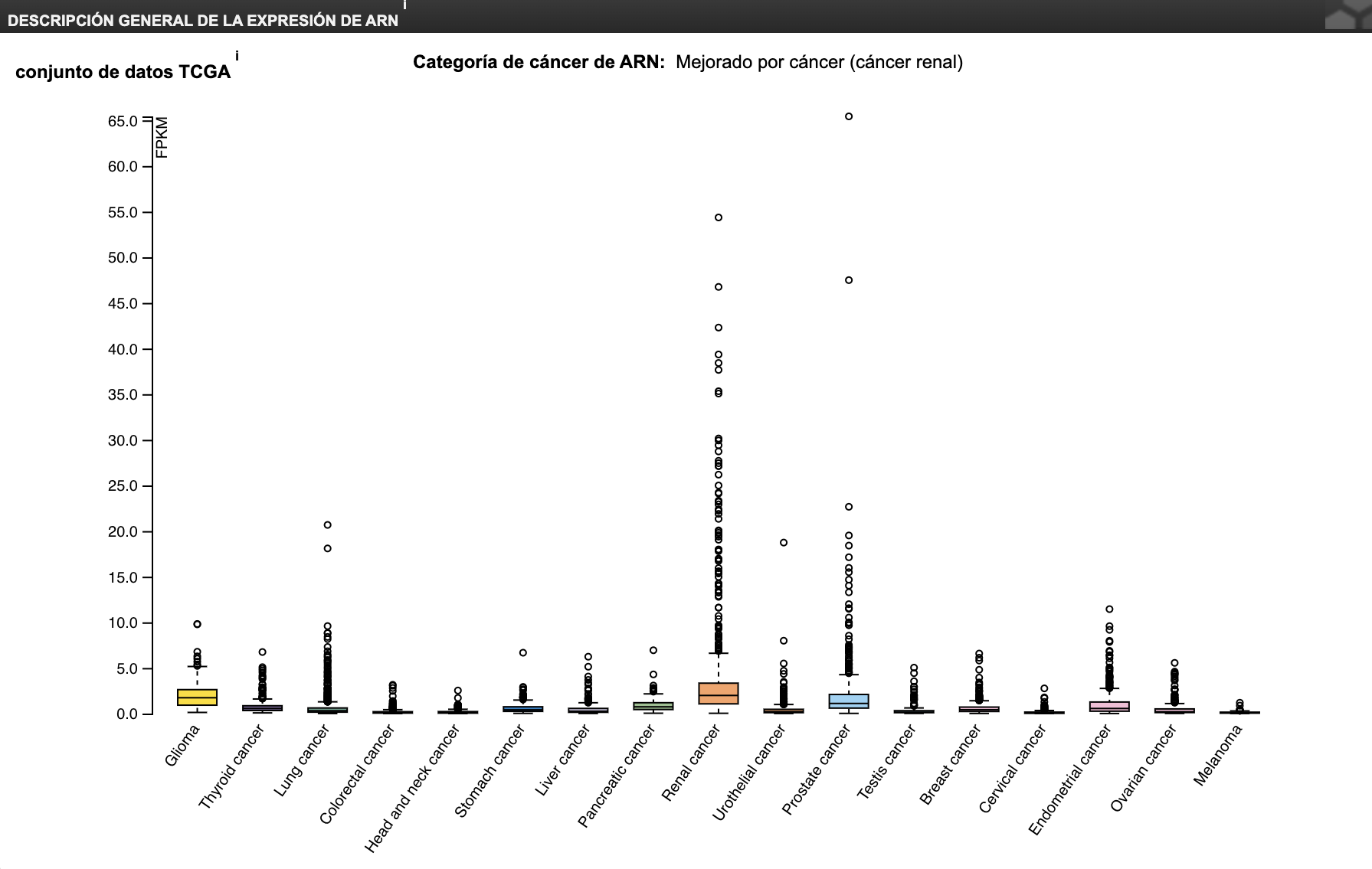
Cánceres asociados.

### Cáncer
La THSD7A mediante estudios se manifiesta que está asociada a algunos tumores, por lo que se sospecha que podría tener un papel parecido al de un antígeno tumoral potencial. Para ello se han evaluado varias entidades tumorales mediante inmunohistoquímica (IHC) en tejidos tumorales.   
Se comprobó que en los pacientes con expresión positiva de THSD7A eran propensos a tener tumores malignos , sin embargo , la falta de expresión de THSD7A también está relacionada con parámetros específicos del tumor en cáncer colorrectal y renal.
El estado de expresión de THSD7A podría estar involucrado en los mecanismos de invasión vascular, metástasis y angiogénesis en el entorno tumoral. Además, la activación de vías de señalización dependientes de FAK apunta a una probable participación en el desarrollo de cánceres.

### Osteoporosis
Las variaciones en el gen pueden asociarse a una baja densidad mineral ósea (DMO). En un estudio se vio que las variaciones genéticas de los loci THSD4 y THSD7A mostraron una asociación significativa con la DMO lumbar y femoral en una población de mujeres japonesas adultas con osteoporosis.

### Obesidad
La THSD7A  promueve la angiogénesis, un proceso que modula la obesidad, el metabolismo adiposo y la sensibilidad a la insulina, por lo que podría existir una correlación. 
Un estudio realizado en India cuya población presenta una gran diversidad genética sugiere que un SNP rs1526538 ( THSD7A ) está asociado a un riesgo de obesidad.
Se especula que el papel de THSD7A en un IMC más alto o en la obesidad puede estar influenciado por su papel en la angiogénesis. Sin embargo, algunos investigadores consideran que la actuación de THSD7A en la obesidad es insignificante y que la obesidad se debe a otros factores.